# Nike Wessel
Nike Wessel, Gründerin, Autorin, Aktivistin (* 11. November 1981 in Berlin) 
Ihr Abitur machte Wessel 2001 an der Wilma-Rudolph-Oberschule in Berlin, wo sie sieben Jahre als Schulsprecherin tätig war.         Sie war von Mai 2005 bis Mai 2006 Sprecherin der Grünen Jugend, der Jugendorganisation von Bündnis 90/Die Grünen.                Sie war Mitglied im Landesvorstand der Grünen Berlin, Mitarbeiterin im Bundestagsbüro bei Renate Künast, Studentische Mitarbeiter Europaparlament in Brüssel bei Cem Özdemir und beim die Zeit -Korrespondenten in Paris. Am 8. Mai 2005 wurde sie auf dem Bundeskongress der Grünen Jugend in Erfurt zur Sprecherin gewählt. Aus Ausbildungsgründen trat sie zum Bundeskongress Mai 2006 zurück, ihre Nachfolgerin wurde Paula Riester. Sie studierte von 2002 im Fachbereich Kulturwissenschaften an der FU Berlin.
2009 gründete Wessel die nachhaltige und soziale Agentur/Podcastlabel Studio36.berlin. Sie moderiert und produziert zwei eigene Podcast Formate GREEN VOICES https://open.spotify.com/show/19D7NueiEFvfxXphlSqAor und https://sexin.berlin/. 2025 veröffentliche sie ihr erstes Buch: Sex in Berlin Guide to Love https://vast-chili-nova.de/. 
Sie veröffentlichte Artikel in der Missy, Taz und emotion 
Wessel ist Mutter dreier Töchter.